# 松平定経
松平 定経（まつだいら さだつね）は、江戸時代前期の伊予国今治藩の世嗣。官位は従五位下・肥前守。

## 略歴
伊予今治藩初代藩主・松平定房の嫡男として誕生。母は内藤政長の娘。
正保元年（1644年）徳川家光に御目見し、万治2年（1659年）、従五位下・肥前守に叙任された。しかし、家督相続前の寛文10年（1670年）に早世した。代わって、弟・定時が嫡子となった。

## 系譜
- 父：松平定房[1]（1604-1676）
- 母：内藤政長娘[1]
- 正室：松平定綱娘[1]
  - 長女：松平定時養女 - 松平忠周正室[1]